# Bravo Airways
Bravo Airways è una compagnia aerea ucraina con sede all'aeroporto di Kiev-Žuljany. Nel maggio 2019, la compagnia aerea ha annunciato la fine di tutte le operazioni charter; da quel momento, ha operato solo voli di linea.

## Destinazioni
Al 2021, Bravo Airways operava voli verso Giordania, Iran e Libano.

## Flotta

### Flotta attuale
A dicembre 2022 la flotta di Bravo Airways è così composta:

### Flotta storica
Bravo Airways operava in precedenza con:
- Boeing 737-300
- Boeing 737-500
- McDonnell Douglas MD-83

## Incidenti
- Il 14 giugno 2018, un McDonnell Douglas MD-83, marche UR-CPR, uscì di pista durante l'atterraggio a Kiev a seguito di un avvicinamento non stabilizzato. Non ci furono vittime, ma l'aereo venne danneggiato irreparabilmente.[7]